# Plasteurhynchium meridionale
Plasteurhynchium meridionale là một loài Rêu trong họ Lembophyllaceae. Loài này được (Schimp.) M. Fleisch. miêu tả khoa học đầu tiên năm 1925.